# کمال پولادی

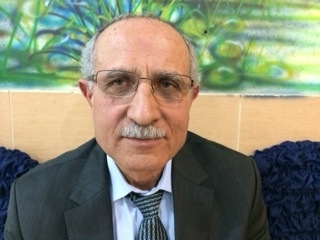
تصویر استاد دکتر کمال پولادی
تاریخ:۳ بهمن ۱۳۹۲

کمال پولادی (متولد ۱۳۲۸ در کلاردشت) پژوهشگر و مترجم حوزه علوم سیاسی و استاد گروه علوم سیاسی دانشگاه آزاد اسلامی واحد چالوس و واحد علوم و تحقیقات است. وی در خانواده ای از کردهای کوچانده شدۀ کلاردشت به دنیا آمده‌است. آثار او عمدتاً در حوزه علوم سیاسی، فلسفه سیاسی، جامعه‌شناسی و ادبیات کودکان هستند.
همچنین ایشان دارای دانشنامه دكترای تخصصی در رشته علوم سیاسی از دانشكده حقوق و علوم سیاسی دانشگاه تهران می باشند.

### تالیف
- تاریخ اندیشه سیاسی در غرب: از سقراط تا ماکیاولی، کمال پولادی، ناشر: نشر مرکز
- تاریخ اندیشه سیاسی در غرب: از ماکیاولی تا مارکس، کمال پولادی، ناشر: نشر مرکز
- تاریخ اندیشه سیاسی در غرب: قرن بیستم، کمال پولادی، ناشر: نشر مرکز
- تاریخ اندیشه سیاسی در ایران و اسلام، کمال پولادی، ناشر: نشر مرکز
- از دولت اقتدار تا دولت عقل در فلسفه سیاسی مدرن، کمال پولادی، ناشر: نشر مرکز
- اندیشه‌های سیاسی در شرق باستان، کمال پولادی، ناشر: نشر مرکز

### ترجمه
- جهانی شدن و آینده ی دموکراسی: منظومه پساملی، یورگن هابرماس، کمال پولادی (مترجم)، ناشر: نشر مرکز
- جهانی شدن: تئوری‌های اجتماعی و فرهنگ جهانی، رونالد رابرتسون، کمال پولادی (مترجم)، ناشر: نشر ثالث
- نظریه کنش ارتباطی: جهان زیست و نظام: نقادی مفهوم کارکردگرایانه عقل، یورگن هابرماس، کمال پولادی (مترجم)، توماس مک کارتی (مترجم)، ناشر: روزنامه ایران
- نظریه کنش ارتباطی: عقل و عقلانیت جامعه، یورگن هابرماس،توماس مک کارتی (مترجم انگلیسی) کمال پولادی (مترجم فارسی)، ناشر: موسسه ایران
- نظریه کنش ارتباطی: عقل و عقلانیت جامعه (ویرایش جدید)، یورگن هابرماس،توماس مک‌کارتی (مترجم انگلیسی)، کمال پولادی (مترجم فارسی)، ناشر: نشر مرکز
- رویکردها و شیوه‌های ترویج خواندن، کمال پولادی، مسعود میرعلایی (ویراستار)، ناشر: موسسه فرهنگی هنری پژوهشی تاریخ ادبیات کودکان
- فلسفه سیاسی، دیوید میلر، کمال پولادی (مترجم)، ناشر: نشر مرکز
- سایه‌های قدرت: حکایت دوراندیشی در برنامه‌ریزی کاربری اراضی، جین هیلیر، کمال پولادی (مترجم)، ناشر: جامعه مهندسان مشاور ایران
- بنیادهای ادبیات کودک، کمال پولادی، سکینه پایدار (ویراستار)، ناشر: کانون پرورش فکری کودکان و نوجوانان
- جامعه مدنی، دولت و نوسازی در ایران معاصر، کمال پولادی، مسعود کمالی، ناشر: باز، ۱۳۸۱
- هنری و لاغرو، نویسنده: بورلی کلیری، کمال پولادی (مترجم)، ناشر: منادی تربیت
- سبز انگشت، کارولین هی وود، کمال پولادی (مترجم)، ناشر: منادی تربیت
- ۲۱ بالن،پنه دو بوا،کمال پولادی(مترجم)،ناشر:نشر زال